# Raimund von Besmedin
Raimund von Besmedin oder Raimund von Gibelet (frz. Reymont Beissemedin; † nach 1253) war Herr von Besmedin in der Grafschaft Tripolis und Seneschall des Königreichs Jerusalem.
Er war der älteste Sohn von Hugo von Gibelet, Herr von Besmedin, und dessen Frau Agnes von Ham. Nach dem Tod seines Vaters folgte er ihm als Herr von Besmedin.
Als Kaiser Friedrich II. sich auf seinem Kreuzzug 1228/29 im Heiligen Land aufhielt, ernannte er Raimund zum Seneschall von Jerusalem. Er hatte dieses Amt bis 1239 oder 1240 inne.
Raimund war zweimal verheiratet. In erster Ehe heiratete Margarethe von Scandalion, Schwester des Peter, Herr von Scandalion. Mit ihr hatte er drei Kinder:
- Johann (1243 belegt), ⚭ Poitevine, Tochter des Marschalls von Tripolis;
- Eschiva, ⚭ Reymont Visconte;
- Agnes.

In zweiter Ehe heiratete er Alix von Soudin, mit der er fünf Kinder hatte:
- Hugo († jung);
- Heinrich († 1310), Herr von Besmedin, ⚭ Margarethe von Morf, Tochter des Balduin von Morf, Herr von Cueillies;
- Bertram († jung);
- Susanne († jung);
- Maria, ⚭ Guido von Montolif.